# A Nice Indian Boy
A Nice Indian Boy ist eine romantische Tragikomödie von Roshan Sethi. Es handelt sich dabei um eine Adaption des gleichnamigen Bühnenstücks von Madhuri Shekar. Der Film mit Karan Soni und Jonathan Groff als schwules Paar in den Hauptrollen feierte im März 2024 beim South by Southwest Film Festival seine Premiere und kam Anfang April 2025 in die US-Kinos.

## Handlung
Als der Arzt Naveen Gavaskar seinen Verlobten Jay mit nach Hause bringt, damit er und seine Familie sich kennenlernen können, sind seine aus Indien stammenden Eltern Megha und Archit überrascht, hatten sie doch vermutet, er sei kein Weißer, weil er den Nachnamen Kurundkar trägt. Jay wurde von Indern adoptiert und kennt daher auch die kulturellen Gepflogenheiten seiner neuen Familie.
Dass Naveen schwul ist, haben seine Eltern Megha und Archit und seine Schwester Arundhathi schon lange akzeptiert. Sie helfen ihrem Sohn und Bruder dabei, die wunderbarste gleichgeschlechtliche Hindu-Hochzeit zu planen, die es jemals in der Bay Area gab.

## Vorlage
Der Film basiert dem Theaterstück A Nice Indian Boy von Madhuri Shekar. Kerry Reid beschreibt das Stück in ihrer Kritik in Chicago Tribune als eine offensichtliche Hommage an Rat mal, wer zum Essen kommt, es zeigten sich aber auch immer wieder Anleihen an den Bollywood-Blockbuster und Liebesfilm Dilwale Dulhania Le Jayenge aus dem Jahr 1995.
Madhuri Shekar schrieb bereits das Drehbuch zu dem Mystery-Thriller Evil Eye von Elan Dassani  und Rajeev Dassani. Dieses basiert auf ihrem gleichnamigen Audible Original Audio Play.

## Produktion

### Regie und Drehbuch
Regie führte Roshan Sethi. Der Mitschöpfer der Fernsehserie Atlanta Medical ist eigentlich Arzt. Sein Spielfilmdebüt 7 Days feierte beim Reel Asian Film Festival in Kanada seine Premiere. Sethi wuchs im kanadischen Calgary auf und bezeichnet sich selbst als „Gay Indian“. Zusammen mit seinem Zwillingsbruder machte er seinen Abschluss an der Harvard Medical School, hatte sich aber schon immer für das Schreiben interessiert. Nach einem Jahr als Assistenzarzt arbeitete Sethi im Bereich der Radioonkologie, als er die Autorin, Produzentin und Regisseurin Amy Holden Jones traf, die ihn als medizinischen Berater für ein Projekt engagierte.
Sethi durfte für A Nice Indian Boy auch Ausschnitte aus dem indischen Liebesfilms Dilwale Dulhania Le Jayenge verwenden, den Naveen und Groff beide lieben. Dieser Film gilt als ein Meilenstein in der Geschichte des Bollywood-Kinos, da er durch die Einführung von Indern, die außerhalb von Indien leben, frischen Wind in indische Liebesgeschichten brachte.
Shekars Stück wurde von Eric Randall für den Film adaptiert. Er war zuvor bei zwölf Folgen der Fernsehserie In the Dark als Drehbuchautor tätig. Sein Drehbuch für A Nice Indian Boy landete im Jahr 2021 auf der Black List der besten unverfilmten Ideen Hollywoods.

### Besetzung und Dreharbeiten

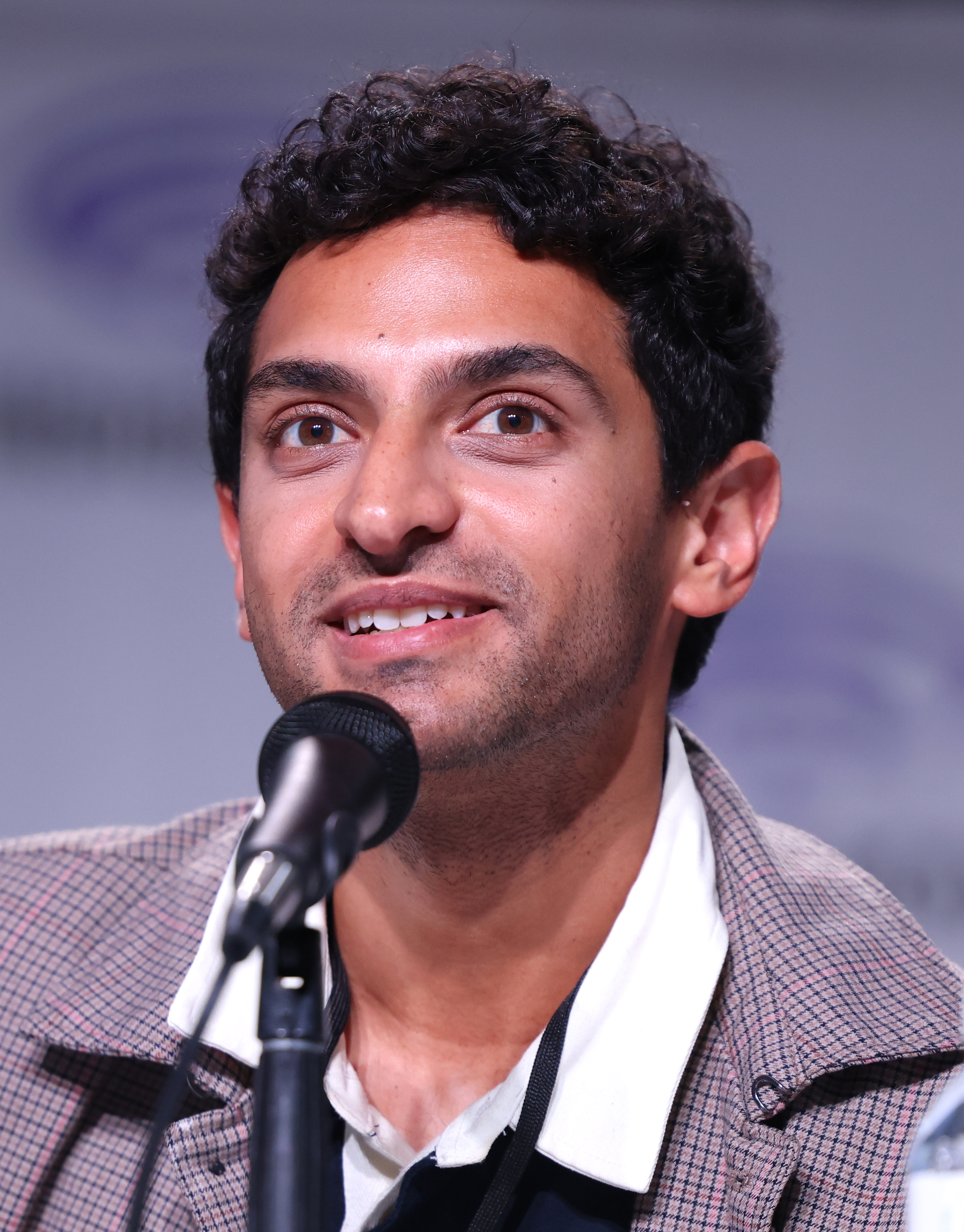
Karan Soni spielt in der Hauptrolle Naveen Gavaskar

Karan Soni, der vor allem durch die Rolle des Taxifahrers Dopinder in den Deadpool-Filmen bekannt geworden ist, spielt in der Hauptrolle Naveen Gavaskar. Jonathan Groff, bekannt für die Netflix-Serie Mindhunter, in der er Holden Ford verkörperte, spielt seinen Verlobten Jay Kurundkar. Sunita Mani spielt Naveens ältere Schwester Arundhathi. In weiteren Rollen sind Zarna Garg und Harish Patel als ihre Eltern Megha und Archit, Peter S. Kim und Sas Goldberg zu sehen.
Die Dreharbeiten fanden von Ende Mai bis Mitte, Ende Juni 2023 im kanadischen Vancouver statt. Als Kamerafrau fungierte Amy Vincent. Da Sethi in Vancouver keinen hinduistischen Geistlichen finden konnte, der sie beim Dreh der Hochzeitsszenen beraten wollte, engagierten sie letztlich einen in Malibu tätigen Priester.

### Filmmusik und Veröffentlichung
Die Filmmusik komponierte Raashi Kulkarni. Die Komponistin und Pianistin war zuletzt für Filme wie Wedding Season und Der Beste der Welt tätig. Das Soundtrack-Album mit insgesamt 18 Musikstücken soll am 4. April 2025 als Download veröffentlicht werden.
Die Weltpremiere von A Nice Indian Boy fand am 12. März 2024 beim South by Southwest Film Festival statt, wo der Film in der Sektion Narrative Spotlight gezeigt wurde. Im Oktober 2024 wurde der Film beim Hamptons International Film Festival und beim London Film Festival vorgestellt. Im Januar 2025 wurde A Nice Indian Boy beim Palm Springs International Film Festival gezeigt. Am 4. April 2025 kam A Nice Indian Boy in ausgewählte US-Kinos.

## Rezeption

### Kritiken
Die bei Rotten Tomatoes aufgeführten Kritiken sind 97 Prozent bei einer durchschnittlichen Bewertung mit 7,1 von 10 möglichen Punkten.

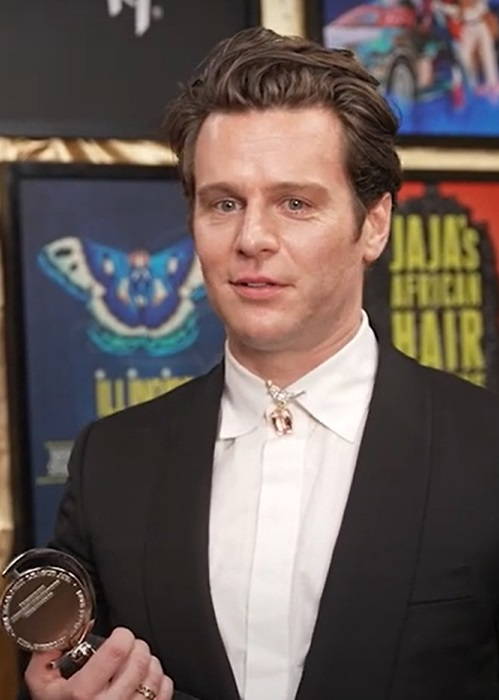
Jonathan Groff spielt Jay

Guy Lodge schreibt in seiner Kritik in Variety, von der süßen Begegnung in einem Hindutempel über die Trennung im zweiten Akt bis hin zum farbenfrohen Hochzeitstanz am Ende biete Roshan Sethis A Nice Indian Boy nur wenige strukturelle Überraschungen und halte sich eng an eine klassische Romcom-Vorlage. Eric Randalls Drehbuch sei am einfühlsamsten, wenn es um die oft unangebrachten Vorurteile seines Protagonisten gegenüber seiner Familie geht, denn seine Eltern, insbesondere sein schweigsamer Vater, sind vielleicht nicht so altmodisch und voreingenommen, wie er glaubt, und Arundhati lebt nicht das konservative Ideal einer indischen Ehe. Als Studie einer indisch-US-amerikanischen Mittelklassefamilie in einem anhaltenden kulturellen Übergang zwischen zwei Ländern sei A Nice Indian Boy komisch und bewegend, besonders durch Zarna Gargs liebenswerte, überreizte Darstellung einer instinktiv beschützenden Mutter, die darauf wartet, in das Leben ihres Sohnes aufgenommen zu werden.

### Auszeichnungen
Hamptons International Film Festival 2024
- Auszeichnung mit dem Sherzum Award[17]